# Diada castellera de Sant Fèlix
La diada castellera de Sant Fèlix se celebra el 30 d'agost, dia de Sant Fèlix, i suposa el dia central de la Festa Major de Vilafranca del Penedès, durant el qual té lloc aquesta diada castellera. En aquesta actuació es reuneixen les millors colles castelleres del panorama casteller del moment per aixecar els seus millors castells, torres i pilars.
El 31 d'agost, l'endemà de Sant Fèlix, també forma part del calendari casteller, ja que les colles locals, els Castellers de Vilafranca i els Xicots de Vilafranca celebren la Diada de Sant Ramon, a Vilafranca.

## Història
L'exhibició castellera de la diada de Sant Fèlix se celebra des del segle xix i, a banda de fer-s'hi els castells de més envergadura en l'època de més esplendor, no es va deixar de celebrar ni en els moments de major decadència del fet casteller a principis del segle xx, la qual cosa ha atorgat a la Plaça de la Vila de Vilafranca el sobrenom de "la plaça més castellera".
En els anys de crisi de principis del segle xx no es va deixar gairebé mai de contractar les colles de Valls per la Festa Major. Hi va haver anys que l'actuació de Sant Fèlix era l'única de tot l'any, de forma que si es mantenien els assajos era per anar a Vilafranca a lluir-se. Potser haurien desaparegut del tot els castells, de no haver estat per la perseverança a contractar any rere any les colles vallenques.
Cada vegada que els Xiquets de Valls anaven a Vilafranca, trobaven el suport de l'afecció local tant per fer la base del castell com per a posicions claus del tronc. Això succeí així fins a l'aparició d'una colla pròpia a la vila, els Castellers de Vilafranca, el 1948.
A la diada castellera de Sant Fèlix 2019 hi van participar els Castellers de Vilafranca, la Colla Vella dels Xiquets de Valls, la Colla Joves Xiquets de Valls i la Colla Jove Xiquets de Tarragona.
El 2020 i 2021 es va haver de cancel·lar a causa de la pandèmia de la COVID-19. Es va reprendre l'any 2022 amb les quatre colles clàssiques (Castellers de Vilafranca, Colla Vella dels Xiquets de Valls, Colla Joves Xiquets de Valls i Minyons de Terrassa).

## Castells de 9 i superiors des de 1983
| Resultat              |
| --------------------- |
| Descarregat (D)       |
| Carregat (C)          |
| Intent (I)            |
| Intent desmuntat (ID) |

Aquesta taula recull tots els castells de 9 i superiors intentats en aquesta diada a partir de l'any 1983, que és quan la Colla Vella dels Xiquets de Valls va carregar per primer cop al segle xx el 4 de 9 amb folre per la diada de Sant Fèlix. Durant el segle xix però, ja s'havien vist castells de 9 en aquesta diada.

Actualitzat el 30 d'agost de 2016.
| | Colla Vella dels Xiquets de Valls | Colla Vella dels Xiquets de Valls | Colla Vella dels Xiquets de Valls | Colla Vella dels Xiquets de Valls | Castellers de Vilafranca | Castellers de Vilafranca | Castellers de Vilafranca | Castellers de Vilafranca | Colla Joves Xiquets de Valls | Colla Joves Xiquets de Valls | Colla Joves Xiquets de Valls | Colla Joves Xiquets de Valls | Minyons de Terrassa | Minyons de Terrassa | Minyons de Terrassa | Minyons de Terrassa | Colla Jove Xiquets de Tarragona | Colla Jove Xiquets de Tarragona | Colla Jove Xiquets de Tarragona | Colla Jove Xiquets de Tarragona |
| --- | --------------------------------- | --------------------------------- | --------------------------------- | --------------------------------- | ------------------------ | ------------------------ | ------------------------ | ------------------------ | ---------------------------- | ---------------------------- | ---------------------------- | ---------------------------- | ------------------- | ------------------- | ------------------- | ------------------- | ------------------------------- | ------------------------------- | ------------------------------- | ------------------------------- |
| | D                                 | C                                 | I                                 | ID                                | D                        | C                        | I                        | ID                       | D                            | C                            | I                            | ID                           | D                   | C                   | I                   | ID                  | D                               | C                               | I                               | ID                              |
| Tde9f | 0                                 | 0                                 | 0                                 | 0                                 | 0                        | 1                        | 1                        | 0                        | 0                            | 0                            | 0                            | 0                            | 0                   | 0                   | 0                   | 0                   | 0                               | 0                               | 0                               | 0                               |
| 4de10fm | 0                                 | 0                                 | 0                                 | 0                                 | 0                        | 1                        | 1                        | 0                        | 0                            | 0                            | 0                            | 0                            | 0                   | 0                   | 0                   | 0                   | 0                               | 0                               | 0                               | 0                               |
| 3de10fm | 1                                 | 0                                 | 1                                 | 0                                 | 2                        | 6                        | 8                        | 2                        | 0                            | 0                            | 0                            | 0                            | 1                   | 1                   | 0                   | 0                   | 0                               | 0                               | 0                               | 0                               |
| Tde8sf | 0                                 | 1                                 | 0                                 | 0                                 | 1                        | 2                        | 1                        | 0                        | 0                            | 0                            | 1                            | 0                            | 0                   | 0                   | 0                   | 0                   | 0                               | 0                               | 0                               | 0                               |
| 4de9sf | 2                                 | 0                                 | 1                                 | 0                                 | 1                        | 0                        | 0                        | 0                        | 2                            | 2                            | 1                            | 0                            | 1                   | 0                   | 0                   | 0                   | 0                               | 0                               | 0                               | 0                               |
| 3de9fa | 0                                 | 0                                 | 1                                 | 0                                 | 3                        | 0                        | 1                        | 1                        | 0                            | 0                            | 0                            | 0                            | 0                   | 0                   | 0                   | 0                   | 0                               | 0                               | 0                               | 0                               |
| 4de9fa | 2                                 | 0                                 | 5                                 | 0                                 | 14                       | 3                        | 2                        | 0                        | 0                            | 0                            | 0                            | 0                            | 0                   | 1                   | 1                   | 0                   | 0                               | 0                               | 0                               | 0                               |
| 5de9f | 1                                 | 4                                 | 3                                 | 0                                 | 3                        | 3                        | 0                        | 3                        | 4                            | 1                            | 2                            | 2                            | 5                   | 2                   | 3                   | 0                   | 1                               | 0                               | 0                               | 0                               |
| Pde8fm | 2                                 | 5                                 | 0                                 | 0                                 | 14                       | 2                        | 2                        | 0                        | 0                            | 1                            | 0                            | 0                            | 0                   | 3                   | 1                   | 0                   | 0                               | 1                               | 0                               | 0                               |
| Tde9fm | 3                                 | 2                                 | 2                                 | 0                                 | 10                       | 3                        | 2                        | 1                        | 1                            | 2                            | 1                            | 0                            | 9                   | 3                   | 1                   | 0                   | 0                               | 0                               | 0                               | 0                               |
| 3de8ps | 1                                 | 1                                 | 1                                 | 0                                 | 0                        | 0                        | 0                        | 0                        | 0                            | 0                            | 0                            | 0                            | 0                   | 0                   | 0                   | 0                   | 0                               | 0                               | 0                               | 0                               |
| 9de8 | 1                                 | 0                                 | 0                                 | 0                                 | 0                        | 0                        | 0                        | 0                        | 0                            | 0                            | 0                            | 0                            | 0                   | 0                   | 0                   | 0                   | 1                               | 0                               | 0                               | 0                               |
| 3de9f | 14                                | 6                                 | 6                                 | 3                                 | 6                        | 5                        | 3                        | 1                        | 14                           | 8                            | 2                            | 1                            | 16                  | 0                   | 5                   | 0                   | 2                               | 1                               | 0                               | 0                               |
| 4de9f | 15                                | 5                                 | 5                                 | 2                                 | 7                        | 0                        | 5                        | 0                        | 10                           | 5                            | 10                           | 0                            | 16                  | 1                   | 0                   | 0                   | 1                               | 1                               | 0                               | 0                               |
| Font: Base de Dades de la Coordinadora de Colles Castelleres de Catalunya – Colla Jove Xiquets de Tarragona |                                   |                                   |                                   |                                   |                          |                          |                          |                          |                              |                              |                              |                              |                     |                     |                     |                     |                                 |                                 |                                 |                                 |